# Parafia Matki Bożej Królowej Polski w Rutce-Tartaku
Parafia Matki Bożej Królowej Korony Polskiej w Rutce-Tartak – rzymskokatolicka parafia leżąca w dekanacie Suwałki – Miłosierdzia Bożego należącym do diecezji ełckiej. Erygowana w 1925.